# Colletes malmus
Colletes malmus là một loài Hymenoptera trong họ Colletidae. Loài này được Cameron mô tả khoa học năm 1905.